# Башкім Фіно
Башкім Фіно (алб. Bashkim Fino; 12 жовтня 1962, Тирана — 29 березня 2021) — албанський політик, прем'єр-міністр країни з березня до липня 1997 року.

## Біографія
Фіно вивчав економіку у Тирані та США. Після цього він працював економістом у Гірокастрі, й у 1992–1996 роках був мером цього міста. Одружений, має двох дітей.
11 березня 1997 року демократ, президент країни Салі Беріша призначив Фіно, члена опозиційної Соціалістичної партії Албанії, на посаду прем'єр-міністра задля досягнення єдності нації. Фіно займав пост голови уряду до загальних виборів 1997 року, на яких соціалісти, яких очолював Фатос Нано, здобули значну перевагу.
Станом на 2014, Фіно є членом парламенту, представник округу Корча. Крім того, Фіно викладає в Політичній академії Соціалістичної партії Албанії.